# Angeborene Aortenstenose
Eine angeborene Aortenstenose ist eine Fehlbildung des Herzens mit einer Verengung (Stenose) der großen Hauptschlagader (Aorta), die aus der linken Herzkammer entspringt und den Körper mit sauerstoffreichem Blut versorgt. Angeborene Aortenstenosen machen etwa 5 bis 7 % aller angeborenen Herzfehler aus. Sie lassen sich je nach Höhe der Engstelle in drei verschiedene Formen einteilen. Dabei ist die valvuläre Stenose (Aortenklappenstenose) mit 75 bis etwa 80 % der Gesamtzahl die häufigste Form. Des Weiteren finden sich noch die subvalvuläre Aortenstenose und die seltene supravalvuläre Aortenstenose.
Alle drei Formen der Aortenstenose bewirken ein Strömungshindernis von der linken Herzkammer in den Körperkreislauf. Vom Ausmaß der Stenose hängt es ab, wie hoch die Druckbelastung der linken Herzkammer ist, die sich dann vergrößert und zur Verdickung (Hypertrophie) der Herzmuskulatur führt. Den völligen Verschluss oder die Nichtanlage der Aortenklappe nennt man Aortenklappenatresie.
Die hypertrophe obstruktive Kardiomyopathie (HOCM), bei der die Zunahme der Muskelmasse in der linken Herzkammer und der Herzscheidewand den Ausflusskanal verlegt, wird zu den erworbenen Aortenstenosen gerechnet.

## Formen der angeborenen Aortenstenose
Drei angeborene Engstellen können die Aortenstenose ausmachen:

### Valvuläre Stenose
Die valvuläre Stenose ist die typische Aortenklappenstenose. Sie kann durch einen zu engen Klappenring oder durch eine Fehlbildung, Verwachsung oder Verdickung der Klappensegel bedingt sein. Oft wird angenommen, dass statt drei Taschen der Aortenklappe nur zwei angelegt sind (bikuspide Aortenklappe). Wahrscheinlich häufiger ist eine Anlage, bei der eine komplexere Fehlbildung vorliegt (unikuspide Aortenklappe). Die bikuspide Aortenklappe bildet möglicherweise auch die häufigste primäre Ursache der Aortenstenosen bei Erwachsenen, die erst später durch sekundäre Entzündungen oder Verkalkungen auffällig werden. Außerdem führt diese Fehlbildung zu einem erhöhten Risiko für andere Erkrankungen der Aorta, wie das Aortenaneurysma.

### Subvalvuläre Stenose
Die subvalvuläre Stenose unterhalb der Aortenklappe in der Ausflussbahn der linken Herzkammer wird auch Subaortenstenose genannt. Ursache ist meistens eine bindegewebige Membran, sie kann aber auch als tunnelförmige Verengung der Ausflussbahn der linken Herzkammer vorkommen. Auskultatorisch ist ein lautes systolisches Geräusch über der Herzbasis (am lautesten über dem zweiten Zwischenraum rechts vom Brustbein) zu hören.

### Supravalvuläre Stenose
Die supravalvuläre Stenose ist oberhalb der Aortenklappe im Anfangsteil der Aorta lokalisiert. Bei dieser selten vorkommenden Form finden sich meistens sanduhrförmige Einengungen im Anfangsteil der Aorta oberhalb des Abganges der Herzkranzgefäße. Der aufsteigende Teil der Aorta kann aber auch langstreckig verengt sein.
Die supravalvuläre Aortenstenose ist ein wesentliches Merkmal des Williams-Beuren-Syndroms.

## Symptome
Leichte Aortenstenosen verursachen keine Störungen in der körperlichen Entwicklung, der Leistungsfähigkeit und des Allgemeinbefindens der Kinder. Mittelschwere und hochgradige Stenosen führen zu Kurzatmigkeit und schneller Ermüdung bei körperlicher Belastung. Bei größeren Kindern mit hochgradiger Aortenstenose können bei plötzlichen Anstrengungen schwere Herzrhythmusstörungen und mit Bewusstlosigkeit einhergehende Synkopen auftreten.

## Diagnostik
Die Diagnostik erfolgt wie bei der erworbenen Aortenstenose. Die Herzultraschalluntersuchung (Echokardiografie) stellt als nicht-invasive Untersuchungsmethode heutzutage die Methode der ersten Wahl dar. Für hochauflösende und funktionelle Aufnahmen des Herzens wird die Magnetresonanztomographie (MRT) eingesetzt. Zur Diagnostik von begleitenden Herzrhythmusstörungen wird ein Elektrokardiogramm (EKG) durchgeführt. Die Herzform und -größe werden in einer Röntgenaufnahme dargestellt. Bei speziellen Fragestellungen zur Entscheidung über das therapeutische Vorgehen kann auch eine Herzkatheteruntersuchung erforderlich sein.

## Therapie
- Eine Ballonvalvuloplastie (das „Sprengen“ der verengten Aortenklappen mit Hilfe eines Ballonherzkatheters) ist nach heutigem Stand (2012) nur für instabile Patienten als Überbrückung bis zur endgültigen Operation bzw. für inoperable Patienten als palliative Maßnahme gedacht. Eine neuere Methode, der sogenannte perkutane Aortenklappenersatz, bei dem über einen Ballonkatheter ein Stent mit künstlichen Aortenklappen (beispielsweise aus Schweineperikard) eingesetzt wird, ist derzeit Therapie der Wahl.[2]
- Wenn dies nicht möglich ist, können die „verklebten Taschenklappen“ in einer Operation getrennt werden, indem der Chirurg die Kommissuren einschneidet (Kommissurotomie). Beide Verfahren werden vorsichtig durchgeführt, um keine Klappeninsuffizienz (Undichtigkeit durch fehlenden Schluss) zu provozieren. In den letzten Jahren sind auch andere Operationsverfahren entwickelt worden, die die Wahrscheinlichkeit der Aorteninsuffizienz reduzieren (Aortenklappenrekonstruktion).

- Wird ein Aortenklappenersatz notwendig, kommen heute sowohl der Einsatz eines Homografts (menschliche Spenderklappe) als auch der Einsatz einer künstlichen Herzklappe in Frage.

Während ein Homograft mit der Zeit (besonders bei Kindern) verkalken kann und dann ausgewechselt werden muss, hält eine künstliche Herzklappe jahrzehntelang. Der „Nachteil“ ist jedoch, dass die Patienten auf die lebenslange Einnahme eines blutgerinnungshemmenden Medikamentes (z. B. Cumarinderivat) mit regelmäßiger Kontrolle der Blutwerte angewiesen sind. Auch die Gefahr innerer Blutungen nach Stürzen ist vorhanden. Cumarine sind fruchtschädigend. Deshalb sollte eine Frau unter Cumarin-Gabe nicht schwanger werden.

### Ross-Operation
Die nach Donald Nixon Ross (1922–2014) benannte Ross-Operation gewinnt in Bezug zum Aortenklappenersatz weiter an Bedeutung. Dabei wird die Aortenklappe entfernt und durch die eigene Pulmonalklappe des Patienten ersetzt. An Stelle der Pulmonalklappe wird ein Homograft implantiert. Besonders für Kinder und junge Erwachsene ist diese Operation eine attraktive Lösung. Die Aortenklappe wächst normal mit, es ist keine Einnahme von blutgerinnungshemmenden Medikamenten notwendig, die Ausübung von Sport ist möglich.
Ein Austausch des Homograft an Pulmonalisposition ist weniger gravierend, weil die Pulmonalklappe weniger belastet ist als die Aortenklappe. Bedenklich kann sein, dass aus einem „Ein-Klappen-Patienten“ ein „Zwei-Klappen-Patient“ wird. Deshalb muss die Entscheidung für oder gegen die Ross-Operation in intensivem Austausch zwischen Arzt und Patient über die Wünsche des Patienten an seine Lebensqualität und -erwartung geschehen. In der Hand erfahrener Herzchirurgen, die diese Operation schon oft an Patienten in jedem Lebensalter durchgeführt haben, kann man sie heute als sehr gute Alternative zum „einfachen“ Herzklappenersatz ansehen.
Bei Menschen mit einem Marfan-Syndrom wird keine Ross-Operation durchgeführt, da die genetische Disposition wieder zu einer Aortenklappeninsuffizienz (Schlussunfähigkeit) oder einem Aneurysma führen würde.

## Langzeiterwartungen
Lebenslange Herzkontrolluntersuchungen sind notwendig. Auch auf die Endokarditisprophylaxe muss geachtet werden.